# Jăkubsky Rybník
Jăkubsky Rybník är en sjö i Tjeckien.   Den ligger i regionen Hradec Králové, i den centrala delen av landet, 60 km öster om huvudstaden Prag. Jăkubsky Rybník ligger 205 meter över havet. Arean är 0,12 kvadratkilometer. Trakten runt Jăkubsky Rybník består till största delen av jordbruksmark. Den sträcker sig 0,4 kilometer i nord-sydlig riktning, och 0,9 kilometer i öst-västlig riktning.